# Live in Stockholm
Live in Stockholm ist ein Jazzalbum von Rudi Mahall, Olaf Rupp & Kasper Tom. Die am 13. April 2023 auf dem Fylkingen Festival in Stockholm entstandenen Aufnahmen erschienen am 13. Februar 2024 auf dem Label Audiosemantics.

## Hintergrund
Als langjährige Mitglieder dieser und anderer Bands sind Olaf Rupps Partner der deutsche Klarinettist Rudi Mahall und der dänische Schlagzeuger Kasper Tom. 2019 hatten die Musiker ein erstes gemeinsames Album (Rudi Mahall Olaf Rupp Kasper Tom) auf Barefoot Fecords vorgelegt.

## Titelliste
- Mahall-Rupp-Tom: Live in Stockholm (Audiosemantics AS 21004)[1]

1. Auf einer Heide kratzte unter blinkenden Sternen ein Fuchs 12:17
2. rotdampfenden Raubgeruch im Pelz, mit gnadenlos klaren Augen in der Erde 9:58
3. Sargent plierte schief durch seine verrutschte Brille 12:35
4. Hockey-Stöcke klapperten in der Rumpelkammer 5:19

Die Kompositionen stammen von Mahall, Rupp und Tom.

## Rezeption
Mit Trommelwirbeln und gezielten Knallgeräuschen im Hintergrund scheinen die Strategien von Rupps Gitarre und Mahalls Klarinette zunächst gegensätzlich zu sein, meinte Ken Waxman (JazzWord). Während Mahall die Tonleiter nach unten gleite, würde Rupp immer kriegerischer agieren. Rupps ständige Schläge auf sein Instrument würden eine kontrapunktische Herausforderung für Mahalls mehrstimmige Quietschgeräusche und ausgedehnte Triller darstellen. Rupps Festhalten an der horizontalen Weiterentwicklung stärke den Fluss des Trios bis zum Ende, indem er sein hartes horizontales Anschlagen beibehalte. Dazu komme noch das sanftere Klappern des Schlagzeugers. In der Zwischenzeit würde Mahalls gespaltener Tonfall weicher werden, so dass es scheine, als würde er gerade eine gutturale Version von „Girl from Ipanema“ spielen. Ohne dass es an klanglichen Elementen mangle, könnten kooperative und kooperierende Trios wie diese alle Texturen liefern, die für verlockende kreative Improvisationen erforderlich sind.